# 斯瓦利亚瓦
斯瓦利亚瓦（羅馬化：Svaliava）是乌克兰西部外喀爾巴阡州穆卡切沃區斯瓦利亚瓦市镇内的城市及该市镇的行政中心，2020年7月18日前为斯瓦利亞瓦區的行政中心。該市位于拉托里察河沿岸，始建于12世紀，面积为12.584平方公里，海拔高度204米，2022年人口数量为17,068人。

## 图集

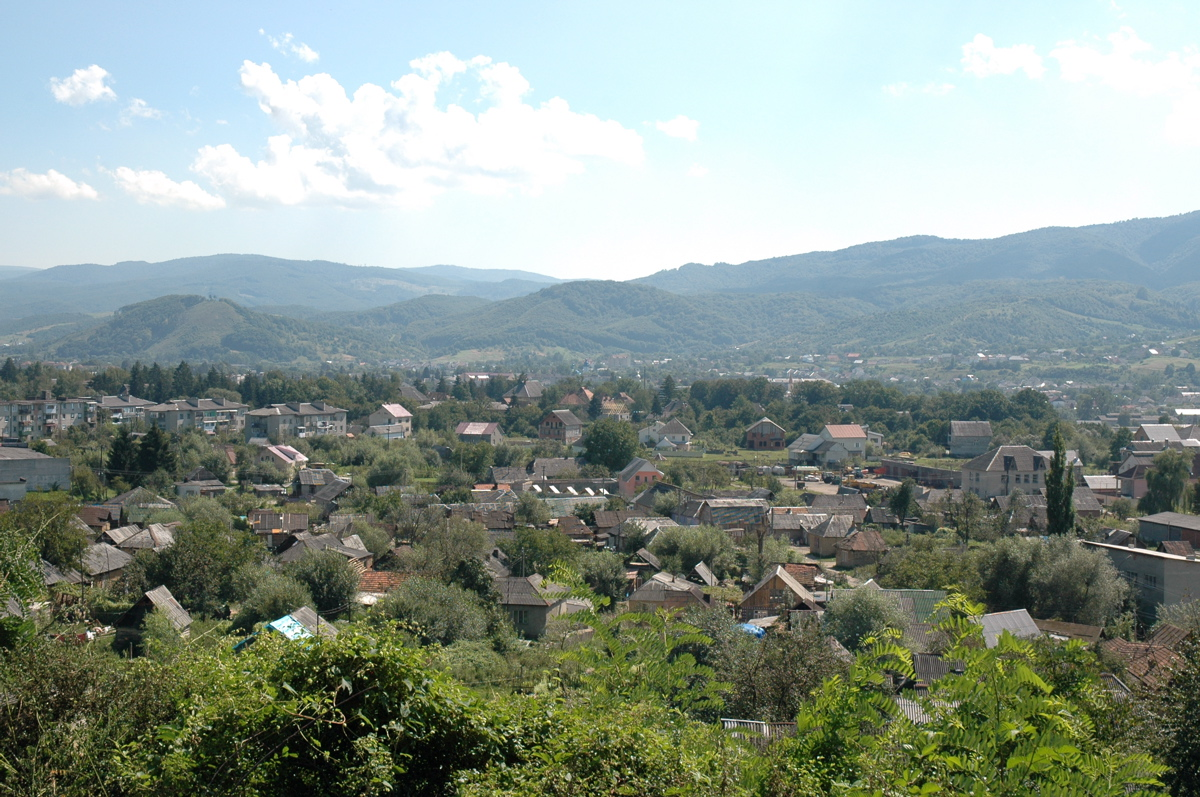
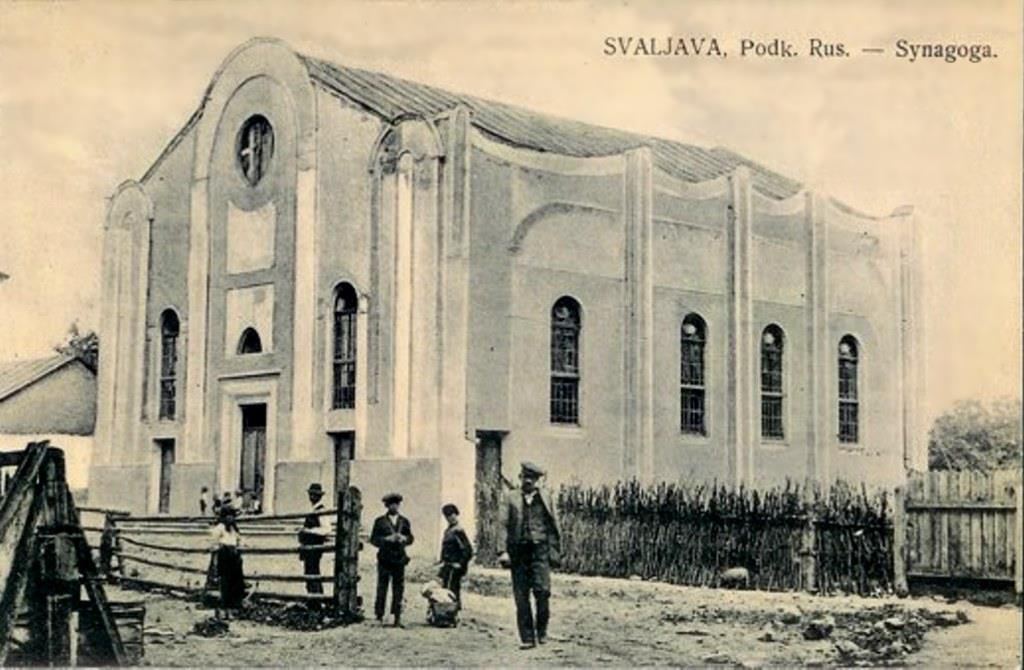
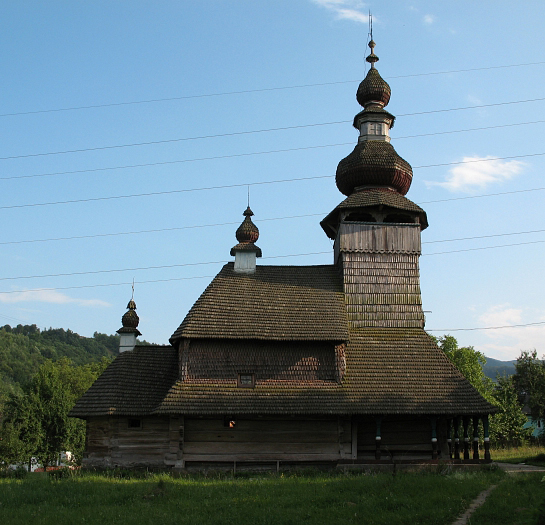
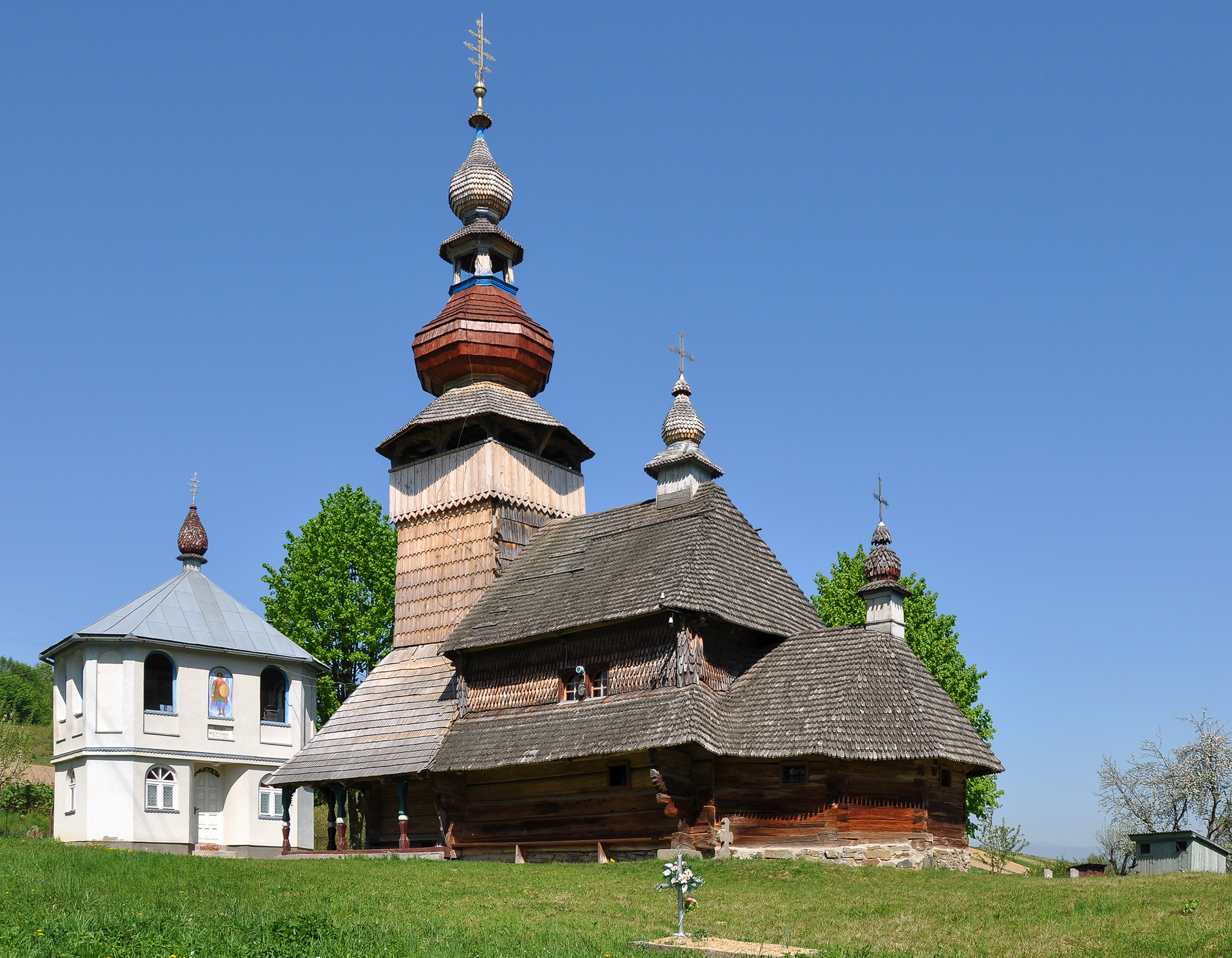

## 友好城市
- 斯洛伐克 舊柳博夫尼亞
- 斯洛伐克 大卡普沙尼
- 匈牙利 尼尔米哈伊迪
- 匈牙利 包洛紹焦爾毛特
- 波蘭 波瓦涅茨